# Fotja alablanca
La fotja alablanca (Fulica leucoptera) és una espècie d'ocell de la família dels ràl·lids (Rallidae) que habita llacunes i estanys d'Amèrica del Sud, des de Xile, est de Bolívia, el Paraguai, sud-est del Brasil i Argentina fins a la Terra del Foc.